# 肾叶山猪菜
肾叶山猪菜（学名：Merremia emarginata）为旋花科鱼黄草属的植物。分布在热带带亚洲、马来西亚、印度尼西亚、菲律宾、热带非洲以及中国大陆的海南等地，多生长于林内沙质平地，目前尚未由人工引种栽培。